# Tilde souscrit
Pour les articles homonymes, voir Tilde.
Le tilde souscrit est un signe diacritique de l’alphabet latin. Il a la forme d’un tilde (habituellement placé au-dessus de la lettre qu’il modifie) mais est placé sous la lettre qu’il modifie. Il n’est pas à confondre avec ligne ondulée souscrite.

## Utilisation

### Alphabet phonétique international
L’alphabet phonétique international utilise le tilde souscrit pour indiquer le mode d’articulation laryngealisée, par exemple [b̰].

## Codage
Le tilde souscrit est codé dans le codage Unicode à l’aide du caractère (U+0330 ◌̰) combinable avec la lettre qui le précède.